# Vetustovermis planus
Vetustovermis planus är en ringmaskart som beskrevs av Glaessner 1979. Vetustovermis planus ingår i släktet Vetustovermis, klassen havsborstmaskar, fylumet ringmaskar och riket djur. Inga underarter finns listade i Catalogue of Life.